# Conepatus carloschebezi
El zorrino chaqueño (Conepatus carloschebezi) es una especie del género Conepatus, ubicado en la familia de los mefítidos. Habita en bosques xerófilos en regiones cálidas del centro-norte del Cono Sur de Sudamérica.  

## Taxonomía
Descripción original
Esta especie fue descrita originalmente en el año 2019 por los zoólogos Federico L. Agnolin, María R. Derguy, Ianina N. Godoy y Nicolás R. Chimento.
Localidad tipo
La localidad tipo referida es: “Paso de las Niñas, río Teuco, provincia de Formosa, Argentina”.
Holotipo
El ejemplar holotipo designado es el catalogado como: MACN Ma 47.119; se trata de una hembra adulta, con piel y cráneo dañado en la caja craneana. Fue capturada por S. Pierotti (en comisión junto a la Universidad Nacional de Tucumán), el 8 de agosto de 1947. Se encuentra depositada en la colección de mastozoología del Museo Argentino de Ciencias Naturales Bernardino Rivadavia-CONICET (MACN), ubicado en la ciudad de Buenos Aires, capital de la Argentina.
Etimología
Etimológicamente, el término genérico Conepatus deriva de la palabra del antiguo mexicano ‘conepatl’ o ‘conepate’, con el cual posiblemente denominaban los nativos a estos animales.
El epíteto específico carloschebezi es un epónimo que refiere al apellido de la persona a quien fue dedicada, el naturalista Juan Carlos Chébez, quien alentó a los descriptores a investigar y bautizar al zorrino del chaco occidental.

### Historia taxonómica
Las poblaciones que integran Conepatus carloschebezi fueron tradicionalmente incluidas en C. chinga, sin embargo, Marcelo Canevari había detectado las peculiaridades de esta forma, avisando de su existencia a Juan Carlos Chebez, quien junto con Nigro estaba preparando una descripción formal del taxón, adjudicándole un estatus de subespecie de C. semistriatus, que es una especie del norte de Sudamérica. Finalmente, en el año 2019, los investigadores Federico L. Agnolin, María R. Derguy, Ianina N. Godoy y Nicolás R. Chimento la describieron como una especie plena.

## Caracterización
Es un zorrino de pequeño tamaño, con pelaje relativamente corto y áspero, presentando por debajo una capa lanosa. Los pelos de la nuca no cuentan con espirales, teniendo numerosos pelos en dirección anterior. Los flancos, dorso y cabeza son de color negro puro. Posee bandas blancas muy anchas que se inician al nivel de los ojos, continúan a lo largo de todo el dorso y llegan hasta la punta de la cola; estas bandas se unen en gran parte de su longitud, pero en las ancas las separa una delgada banda negra. La cola es relativamente delgada, con pelaje abundante, en promedio 2,5 centímetros de longitud; exhibe el tercio anterior con lados negruzcos y los dos tercios posteriores blanco puros. En el cráneo presenta numerosos rasgos que permiten separarlo de las otras especies del género.

## Distribución y hábitat
Este zorrino es endémico de los bosques xerófilos del chaco occidental, pertenecientes a la región chaqueña, viviendo a altitudes próximas al nivel marino, bajo un clima tórrido en el verano, más templado durante el invierno, con lluvias concentradas en la época cálida. En la Argentina, cuentan con registros las provincias de: Formosa, Santiago del Estero, Chaco y Salta, siendo probable que de igual manera habite en sectores chaqueños de Jujuy y Tucumán. Posiblemente también se encuentre en los sectores chaqueños del sudeste de Bolivia y el occidente de Paraguay.